# Рамату Тіджані Алію
Рамату Тіджані Алію (нар. 12 червня 1970 р.) — нігерійська політична діячка із штату Когі, Нігерія. Вона є державним міністром у справах федеральних столичних територій (FCT), призначена президентом Мухаммаду Бухарі 21 серпня 2019 року. Рамату раніше була національною лідеркою Всенародної партії Нігерії (ANPP), пізніше Всепрогресивного конгресу (APC) після злиття партії та інших політичних партій (2014—2018).
Під час його президентської кампанії Рамату підтримувала чинного президента Мухаммаду Бухарі, де вона критикувала кандидата від опозиції на виборах 2019 року Альхаджі Атіку Абубакара за те, що він не приніс нічого важливого для розвитку країни, коли він був віце-президентом Нігерії, і закликала нігерійців не чекати від нього нічого, бо йому знову нічого запропонувати. Раніше вона була обрана головою Ради африканських політичних партій.

## Рання життя і сім'я
Рамату Тіджані Алію, уроджена Сіді Алі, народилася 12 червня 1970 року в Вусе, Абуджа, Нігерія. Вона є дочкою покійного Альхаджі Маммана Сіді Алі, який був Баван Аллахом Локоджи в штаті Когі, Нігерія, королівський титул, який він мав до своєї смерті. У 1976 році Рамату розпочала свою дошкільну освіту в початковій школі Давакі Сулея. Після закінчення початкової школи в 1982 році для здобуття середньої освіти вона вступила до Федерального урядового коледжу (FGC) Мінна, штат Нігер, який закінчила в 1988 році. Через два роки після успішного завершення програми навчання Рамату була прийнята до Університету Ахмаду Белло, Зарія за програмою бакалаврки з вивчення міського та регіонального планування. У 1995 році вона закінчила її зі ступенем бакалаврки наук з міського та регіонального планування, після чого Рамату вступила до державного університету Насарава, Кеффі, і отримала ступінь магістра державного управління. Рамата отримала ступінь доктора (Ph.D) з державного управління в Університеті Співдружності в Лондоні, а також отримала сертифікат з навичок лідерства в Абатському коледжі в Лондоні.

## Кар'єра і політика
Своє трудове життя Рамату вперше розпочала після того, як її мобілізували на обов'язкову національну службу до Національного корпусу молоді (NYSC) у Федеральному міністерстві робіт і житлового будівництва. Пізніше Рамату приєдналася до AZAH Intermediaries Nigeria Limited, будівельної фірми цивільного будівництва, де вона кілька років працювала керуючим директором, але згодом повернулася до університету, де здобула ступінь магістра та сертифікат з лідерських навичок і здобуває ступінь доктора філософії.
У 2004 році Алію була призначена спеціальною радницею у справах жінок, молоді та соціального розвитку голови районної ради Гвагвалада Федеральної столичної території (FCT) Абуджа, Нігерія. У 2007 році вона балотувалася на політичну посаду, щоб представляти федеральний виборчий округ Квалі/Абаджі в Національній асамблеї Нігерії (NASS), але її заявка була невдалою. Пізніше, в 2008 році, вона була призначена віце-головою своєї партії, яка була основною опозиційною політичною партією Нігерії того часу (All Nigeria Peoples Party (ANPP)). Вона відповідала за нагляд над Північно-центральною зоною. У 2010 році вона була обрана національною жінкою-лідеркою партії. Після того, як вона успішно боролася і перемогла на виборах, які відбулися в Хартумі (Судан), вона обіймала посаду президента Ради африканських політичних партій (CAPP). У 2014 році, після того, як три опозиційні політичні партії в Нігерії об'єдналися в одну, включаючи її власну партію ANPP, вона була призначена жінкою-лідеркою нової партії All Progressives Congress (APC), в якій вона працювала до 2018 року.

## Особисте життя
Рамату Тіджані Алію одружена з Альхаджі Ахмедом Тіджані Алію, банкіром і філантропом. У них троє спільних дітей. Рамату також керує неурядовою організацією та заснувала Глобальну стратегію розширення прав і можливостей жінок та молоді (GLOWYES).